# Anua (ort i Amerikanska Samoa)
Anua är en ort i Amerikanska Samoa (USA).   Den ligger i distriktet Östra distriktet, i den västra delen av landet, i huvudstaden Pago Pago. Anua ligger 25 meter över havet och antalet invånare är 265.
Terrängen runt Anua är varierad. Havet är nära Anua norrut.  Närmaste större samhälle är Pago Pago, 1,6 kilometer väster om Anua. 